# عباسعلی عمید زنجانی
عباسعلی عمید زنجانی (۱۰ فروردین ۱۳۱۶ – ۸ آبان ۱۳۹۰) عضو گروه آموزشی حقوق خصوصی و اسلامی و عضو وابستهٔ گروه آموزشی حقوق عمومی، دانشکده حقوق و علوم سیاسی دانشگاه تهران بود. وی در مقطعی رئیس دانشگاه تهران و در دو دوره نماینده مردم تهران در مجلس شورای اسلامی بوده‌است وی از استادان برجسته دانشگاه رضوی نیز بوده است.

## زندگی‌نامه
وی در تاریخ ۱۰ فروردین ۱۳۱۶ در شهرستان زنجان، ایران به دنیا آمد. وی در رشتهٔ «فقه و اصول اسلام» تحصیل کرد و مدرک معادل تحصیلات حوزوی خود را در سال ۱۳۶۶ از طریق خبرگان دانشگاهی از وزارت علوم دریافت کرد.
علاوه بر تدریس در حوزه و دانشگاه، از جمله سوابق او می‌توان به ریاست دانشگاه تهران و نمایندگی در مجلس شورای اسلامی برای دو دوره اشاره کرد. وی در بازنگری قانون اساسی در سال ۱۳۶۸ به عنوان منتخب مجلس در شورای بازنگری حضور فعال داشت. زنجانی همچنین به تأسیس «پژوهشکدهٔ مطالعات و تحقیقات علوم اسلامی» پرداخت که از سال ۱۳۶۷ فعال است. او در سیاست‌گذاری و فعالیت‌های اجرایی انقلاب فرهنگی در دانشگاه‌ها نیز نقش برجسته‌ای داشت. وی به تألیف بیش از ۴۰ جلد کتاب و ۷۰ مقالهٔ علمی پرداخت. عباسعلی عمید زنجانی در نهایت در صبح ۸ آبان ۱۳۹۰ به علت نارسایی قلبی در یکی از بیمارستان‌های تهران درگذشت.

## ریاست دانشگاه تهران
او به عنوان اولین رئیس روحانی دانشگاه تهران است که هرگز دانشجو نبوده و مدرک دکتری خود را در رشته فقه و حقوق اسلام در سال ۱۳۶۶ از طریق خبرگان دانشگاهی از وزارت علوم جمهوری اسلامی ایران گرفته‌است که این موضوع باعث اعتراضاتی در روز انتصابش شد. وی در زمان تصدّی پست ریاست دانشگاه تهران کماکان به تدریس در دوره‌های کارشناسی ارشد و دکتری ادامه داد. او در تاریخ ۱۷ بهمن ۱۳۸۶ از سمت خود برکنار شد.